# Do As Infinity -Premier-
『Do As Infinity -Premier-』（ドゥ・アズ・インフィニティ・プレミア）は、日本のロックバンド・Do As Infinityが2006年9月20日にavex traxから発売した13枚目の映像作品である。

## 内容
前作『Do As Infinity -Final-』から約6ヶ月ぶりの作品。『Do As Infinity 3rd ANNIVERSARY SPECIAL LIVE』と同時発売された。
2001年5月11日から5月27日に全国のライブハウスで敢行された、ライブツアー『Do As Infinity Live Tour 2001』から最終日の東京・SHIBUYA-AX公演の模様が収録されている。

## 収録映像曲
本編
1. new world
2. シグナル
3. Desire
4. GURUGURU
5. 永遠
6. Snail[注 1]
7. Heart
8. Another
9. Painful
10. 深い森
11. Tangerine Dream
12. Yesterday & Today
13. 遠くまで
14. Oasis
15. 135
16. Wings 510

アンコール
1. 徒然なるままに
2. Week!
3. Welcome!
4. Holiday
5. SUMMER DAYS

## 参加ミュージシャン
Do As Infinity
- 伴都美子：Vocal
- 大渡亮：Guitar

サポートメンバー
- 秋山浩徳：Guitar
- 福島俊之：Bass
- 高瀬順：Keyboards
- 田口耕郎：Drums
- 浜野和子：Chorus